# 스티브 코펠
스티븐 제임스 코펠(영어: Stephen James Coppell, 1955년 7월 9일, 머지사이드 주 리버풀 ~)은 잉글랜드의 전 프로 축구 선수이자 감독이다.
선수 시절, 그는 주력, 기술력, 그리고 효율로 높은 평가를 받은 우측 미드필더였다. 그는 맨체스터 유나이티드 소속으로 국내 대회를 우승했고, 잉글랜드 국가대표팀 일원으로 월드컵에 참가했다. 그러나, 그는 무릎 부상으로 은퇴하면서 지도자의 길에 들었다.
그는 다수의 잉글랜드 구단들을 지도했는데, 주로 크리스털 팰리스와 레딩을 이끈 것으로 잘 알려져 있고, 둘 모두 잉글랜드 2부 리그에서 1부 리그로 승격하는 큰 성과를 냈다. 그는 맨체스터 시티, 브리스틀 시티, 브라이턴 & 호브 앨비언, 그리고 브렌트퍼드를 지도했다. 그는 비리그 스트라이커였던 이언 라이트를 발굴한 것으로 잘 알려져 있는데, 이후 간판 선수로 등극하여 국가대표팀에서까지 활약했다.

## 선수 경력

### 초기 경력
18세였을 때, 코펠은 리버풀 남부의 쿼리 뱅크 고등학교를 졸업했는데, 그의 선배 중에는 음악가 존 레논과 축구 선수 조 로일이 있었다. 코펠의 1년 선배들 중에는 클라이브 바커, 레스 데니스, 그리고 2005년 1월부터 2008년 말까지 잉글랜드 축구 협회의 수석 행정가였던 브라이언 바윅이 있었다.
코펠은 유년 시절 날렵하고 잘 침투하는 선수였지만, 몇몇 상위 구단들의 관심을 받았지만, 머지사이드 연고의 하부 리그에 속한 트랜미어 로버스에서 활동하기로 결정했고, 같은 시기 리버풀 대학교에서 경제사를 전공했다.
1974년까지, 코펠은 트랜미어 선수로 활동하며 학위를 따기 위해 학업에 전념하며 대학 선수단을 지도했다. 그러나, 1975년 맨체스터 유나이티드가 그에게 £60,000을 제의하며 인생이 바뀌었다. 그에게 제의한 유망한 새 소속 구단은 즉시 그의 급여를 2배로 올렸고, 코펠은 입단했다.
코펠은 맨체스터 유나이티드의 우측면을 맡으면서도 학위를 땄고, 1975년 3월 1일에 4-0으로 이긴 카디프 시티와의 경기에서 교체로 출전해 첫 경기를 치렀고, 2부 리그에 1년 머물렀던 새 소속 구단은 1부 리그로 복귀했다. 코펠은 이 시즌에 10경기 출전해 1골을 기록했다.
그 다음 시즌, 코펠은 39번의 경기에 출전해 10골을 기록했는데, 1골은 유년 시절 지지했던 리버풀의 안방인 안필드의 콥 스탠드 앞에서 기록했다. 그는 잉글랜드 U-23 국가대표팀에서도 성과를 냈다.
토미 도허티 감독이 이끌며 각광받던 맨체스터 유나이티드 선수단은 1부 리그에 오른 뒤 1975-76 시즌 FA컵 결승전에 올랐고, 2부 리그의 사우샘프턴을 상대로 전력 우위를 점한 우승 후보였다. 그러나, 이 경기에서 사우샘프턴에 0-1로 패했다.
이후, 코펠은 다음과 같이 말했다: "저는 FA컵 결승전에 출전한 것만으로도 나쁜 감정은 없었습니다. 이후에 저는 여기 오를 기회가 더 없을 수도 있다고 깨달았습니다. 그러나, 다음 시즌에 한번 더 시도해볼 겁니다."
1977년, 맨체스터 유나이티드는 리그 우승을 간발의 차이로 놓치고 FA컵 결승전에 또다시 올라 이번에는 1부 리그, FA컵, 그리고 유러피언컵 동시 석권으로 "3관왕"을 노리던 리버풀을 상대했다. 리버풀은 앞서 웸블리에서 맞붙기 전에 리그 우승을 확정지었지만, 맨체스터 유나이티드는 FA컵 결승전에서 더 나은 활약으로 2-1 승리를 거두었다. 코펠은 직전 결승전에서 사우샘프턴에 패한 뒤 우승을 거둔 9명의 맨체스터 유나이티드 선수들 중 하나였다.

### 잉글랜드 국가대표

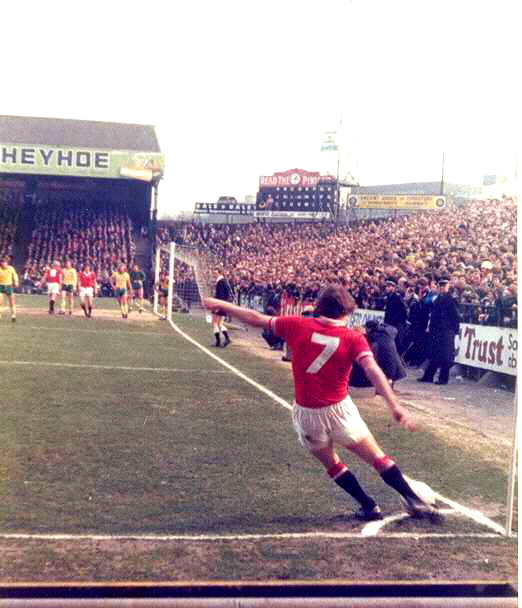
1979년, 코너킥을 시도하는 맨체스터 유나이티드의 코펠

1977년 말, 코펠은 웸블리에서 열릴 이탈리아와의 1978년 월드컵 예선 최종전을 앞두고 잉글랜드 국가대표팀에 차출되었다. 코펠은 이 경기에서 준수한 활약을 펼쳐 잉글랜드의 2-0 승리에 일조했지만, 앞서 잃은 승점이 많았던 잉글랜드는 본선행이 좌절되었다. 코펠은 론 그린우드 신임 감독 체제에서도 중용되어 1978년에 여러 친선전에 출전했고, 햄던 파크에서 열린 스코틀랜드와의 경기에서 잉글랜드 국가대표팀에서의 첫 골이자 1978년의 유일한 국가대표팀 득점을 성공시켰다.
코펠은 이후 소속 구단과 국가대표팀에서 12개월동안 꾸준한 활약을 펼쳐 체코슬로바키아전과 북아일랜드전에서 득점을 추가했고, 맨체스터 유나이티드 측면 자원으로부터 꾸준히 득점을 신고하며 1979년에 모든 경기에 개근하며 FA컵 결승행에 일조했다. 그러나, 이번 FA컵 결승전에서는 아스널에 2-3으로 패했다.
그로부터 1주일 후, 코펠은 웸블리에서 좋은 기억을 남겼는데, 그는 스코틀랜드전에서 득점을 기록해 3-1 승리에 일조했다. 그는 자국 대표팀에서 인상적인 활약을 이어나가며 맨체스터 유나이티드의 붙박이 선수로 2년 더 활약했다. 그의 꾸준한 득점력은 1980년에 유로 1980을 앞두고 스코틀랜드를 상대로 치른 햄던 파크에서의 2-0으로 이긴 경기에서도 계속되었고, 이어 대회 본선에서 2경기에 출전했지만, 잉글랜드는 조별 리그를 넘지 못했다.

### 부상
헝가리와의 중요한 1982년 월드컵 예선전에서 코펠에게 비극이 덮쳤다. 코펠은 토트 요제프의 거친 견제를 당해 무릎이 깨지는 부상을 당했다. 코펠은 당시 상황을 "누군가가 무릎에 폭죽을 터뜨린 것 같았다"고 회고했고, 수술을 받은 코펠은 잠시 더 활동할 수 있게 되었다.
코펠은 스페인에서 열린 1982년 월드컵에서도 부상 여파를 무릅쓰고 출전했는데, 잉글랜드의 1차 조별 리그 3경기에 출전했고, 뒤이어 0-0으로 비긴 서독과의 2차 조별 리그 경기에도 출전했다. 잉글랜드는 스페인과의 다음 경기도 비기며 탈락했고, 코펠은 2번째 수술을 받았다.
그는 부상 이후에도 맨체스터 유나이티드에서 최대한으로 활약할 수 있는 대로 활약했는데, 1981-82 시즌에 36경기를 출전했고, 1982-83 시즌에는 29경기를 출전했다. 그는 월드컵 종료 후 잉글랜드 국가대표팀 경기도 2번 더 출전했는데, 이 중 9-0으로 이긴 룩셈부르크전에서 득점했다.
코펠은 1982년 리그컵 결승전에 출전할 수 있을 정도로 회복해 1977년 FA컵 상대였던 리버풀을 상대했지만, 이번에는 1-2로 패했다. 같은 해 맨체스터 유나이티드는 FA컵 결승전에도 출전했는데, 코펠은 또다시 무릎 부상이 도져 브라이턴 & 호브 앨비언과의 결승전에 결장했고, 맨체스터 유나이티드는 본경기를 2-2로 비기고 재경기에서 4-0으로 승리했다.
코펠은 또다시 수술을 받았지만 별 효과가 없었고, 1983년 10월에 불과 28세의 나이로 은퇴를 선언했다. 그는 1977년부터 1981년까지 207번의 경기에 출전해 맨체스터 유나이티드에서 골키퍼 제외 최다 연속 경기 출전 기록을 세웠고, 이 기록은 2024년 기준으로 현재까지도 유효하다. 그는 맨체스터 유나이티드에서 373번의 경기에 출전해 70골을 기록했다. 그는 잉글랜드 국가대표팀에서도 42번의 경기에 출전해 7골을 기록했다. 그는 18세 이하 노츠 카운티와의 컵 결승전 경기에서도 최단 시간 득점에도 성공했다. 당시 12초 만에 득점에 성공했다.
그는 최근에 의료 기술의 발전으로 거친 견제를 당한 이래 수 차례 수술로도 연결하지 못했던 전방 십자 인대를 다시 연결했다고 밝혔다. 이후, 그는 전방 십자 인대를 제거했다.

## 감독 경력

### 크리스털 팰리스 1기
1984년 6월, 코펠은 크리스털 팰리스의 감독이 되었다. 취임 당시 불과 28세 10개월이었던 그는 풋볼 리그 역사상 최연소 감독이 되었다. 코펠은 1부 리그에서 원치 않는 선수를 거액에 여입했고, 비리그 선수였던 이언 라이트를 영입했다. 구단의 운이 흥하면서, 크리스털 팰리스는 1989년 플레이오프전 끝에 1부 리그로 승격했다. 팰리스는 1990년에 FA컵 결승전에 진출해 맨체스터 유나이티드를 상대로 재경기 끝에 패했는데, 코펠의 영향으로 입단한 이언 라이트가 교체로 들어가 크리스털 팰리스의 결승골 기회를 잡기도 했다. 코펠의 소속 구단은 앞서 리버풀과의 준결승전에서 승리하여 앞서 안필드 리그 원정 경기에서 당한 굴욕적인 0-9 대패를 설욕했다.
그 다음 시즌, 크리스털 팰리스는 1부 리그를 3위로 마쳤고(리그 역대 최고 성적), 풀 멤버스 컵을 우승했다. 구단은 이후 쇠하기 시작하며 1993년 5월에 프리미어리그에서 강등당한 후 코펠 감독이 사임했다. 그러나, 그는 6개월 후 그레이엄 테일러 감독의 사임으로 공석이 된 잉글랜드 국가대표팀 감독 후보로도 거론되었지만, 그는 국가대표팀 감독직에 관심이 없다며 취임 가능성을 일축했다. 1994년 5월, 그는 미들즈브러 감독의 후보로도 거론되었지만, 이 자리는 맨체스터 유나이티드 동료였던 브라이언 롭슨의 것으로 낙점되었다.

### 크리스털 팰리스 2기
코펠은 1995년 6월에 팰리스의 단장으로 복귀했고, 레이 르윙턴과 피터 니콜라스가 1군 기술진으로 합류했다. 1996년 2월, 데이브 배싯이 감독으로 취임하면서, 구단은 1부 리그 플레이오프전에 진출했지만, 레스터 시티에 연장전 끝에 1-2로 패했다.

### 맨체스터 시티
코펠은 1996년 10월에 팰리스를 떠나 맨체스터 시티의 감독이 되었지만, 이후 6경기를 지도하고 33일 만에 그만두었다. 그는 맨체스터 시티 감독으로서 갖는 압박이 커서 구단을 떠났다고 밝혔다. 그의 맨체스터 시티 감독직 임기는 역대 감독들의 임기 중 가장 짧았다.

### 크리스털 팰리스 3기
맨체스터 시티를 떠난 코펠은 크리스털 팰리스에 수석 스카우트로 복귀했다. 데이브 배싯이 1997년 2월에 감독직을 내려놓으면서, 코펠이 다시 감독직을 맡기 시작했다. 그는 취임 6개월 만에 플레이오프전 승리로 다시 승격에 성공했고, 1997-98 시즌에 7개월 동안 감독직을 더 맡았다. 아틸리오 롬바르도와 토마스 브롤린 같은 선수들을 영입하고도, 크리스털 팰리스는 고전했다. 강등이 확정되면서, 구단 지지자였던 마크 골드버그를 비롯한 이사진이 취임하면서, 그는 다시 단장으로 보직이 변경되었고, 테리 베너블스가 1군 감독이 되었다.

### 크리스털 팰리스 4기
1999년 1월에 테리 베너블스 감독이 사임하면서, 코펠은 다시 팰리스의 감독이 되었다. 당시, 구단은 심각한 재정난과 마주했다. 베너블스와 롬바르도와 같은 고액 주급자들이 정리되었고, 지출을 줄이기 위해 노력했지만, 구단은 파산 직전까지 갔다. 강등이 현실화되는 와중에, 그는 구단을 리그 14위에서 15위 사이의 비교적 안전한 순위를 기록했다. 2000년의 아슬아슬한 시즌에 사이먼 조던이 구단을 인수해 코펠 감독을 앨런 스미스로 교체했는데, 앨런 스미스는 앞서 7년 전에 코펠의 1기 바로 뒤에 취임한 적이 있었다. 조던은 코펠이 "훌륭히 해냈다"고 평했지만, 구단은 "진화하지 않으면 도태될 수밖에 없다"고 변화를 촉구했다.
어쨋든, 코펠의 유산인 컵대회 결승전, 리그 3위, 1부 잔류 등을 통해 코펠은 크리스털 팰리스의 20세기 대표 선수단에 이름을 올렸다.

### 브렌트퍼드
코펠은 2001년에 전 크리스털 팰리스 회장이었던 론 노즈의 부름을 받아 브렌트퍼드의 감독으로 취임했다. 브렌트퍼드는 역대 최고의 시작을 끊었는데, 처음 10번의 경기에서 단 1패만을 당했고, 이는 뉴캐슬 유나이티드의 세인트 제임스 파크에서 보비 롭슨 경의 도움도 있었다. 코펠의 선수단은 브라이턴 & 호브 앨비언과 레딩에 순위로 밀렸었다. 코펠은 2002년에 나중에 지휘하게 될 레딩과의 시즌 말 승격 결정전 경기에서 막판 동점골을 허용해 승격 직행이 무산되었지만 2부 리그 플레이오프 결선에 진출했다. 브렌트퍼드는 스토크 시티와의 결선에서 패했다. 그 후, 코펠 감독은 구단의 재정 문제로 사임했다.

### 브라이턴 & 호브 앨비언
스윈던 타운에서 앤디 킹을 잠시 보좌하던 코펠은 브라이턴의 감독으로 취임했다. 그는 첫 면접 도중 잠들었는데, 브라이턴에서 마틴 힌셸우드 감독이 시즌을 부진히 시작하면서 코펠에게 다시 기회가 주어졌다. 브라이턴은 1부 리그에서 10경기 무승의 부진에 빠져 있었다.
코펠 감독의 임기 첫 경기에, 브라이턴 지지자들은 필 프로서 주심이 원정 선수단에게 페널티 킥을 2번 선언하자 인종차별적 조롱을 했는데, 이로 인해 셰필드 유나이티드의 닐 워녹에게 실점해 1-2 역전패를 당했다. 경찰과, 프로서 주심을 에워싼 경호원들과 조롱의 대상이 된 것으로 추정되는 셰필드 유나이티드의 피터 은들로브는 모두 인종차별적 말을 들은 적이 없다고 증언했다. 프로서 주심의 증언을 뒷받침할 증거는 나오지 않았고, 축구 협회는 사건을 그대로 종결시켰다.
코펠의 팰리스 복귀는 감동적이었는데, 크리스털 팰리스의 철천지 원수인 구단의 감독임에도 벤치에서 환호받았다. 크리스털 팰리스는 이 경기를 5-0으로 이겼다. 몇몇 브라이튼 지지자들은 코펠 감독이 이 경기 승부를 조작했다고 의혹을 제기했지만, 본인은 부인했다.
비록 브라이턴의 경기력이 올라오기 시작했지만, 구단은 스토크 시티와 승점 5점 차이로 최종전 끝에 강등당했다.
그 다음 시즌, 브라이턴은 승격을 위해 전력을 다했지만, 코펠 감독은 레딩의 제의를 받았고, 그는 갈매기 군단이 2부 리그 선두를 달리는 와중에 감독직을 수락해 버렸다. 코펠은 브라이턴 감독 취직의 사유였던 팔머 경기장 프로젝트에 진척이 없어 보여 구단을 떠나게 되었다고 밝혔다. 현대적인 구단이 없었기에, 코펠은 브라이턴이 목표였던 프리미어리그 승격 가능성이 없다고 전망했다. 이에 반면, 레딩은 마데이스키 경기장이 완공되어 이상적인 행선지로 떠올랐다.

### 레딩
2003년 10월 9일, 코펠은 웨스트 햄 유나이티드로 떠난 앨런 파듀(1980년대 말부터 1990년대 초까지 크리스털 팰리스 시절 코펠의 휘하 선수였고, 1990년에 리버풀과의 FA컵 준결승전에서 '그' 골을 넣었다.)의 후임으로 레딩 감독이 되었다. 그의 첫 임기였던 2003-04 시즌, 레딩은 전임자가 쓴 거액의 이적료로 예산이 빡빡한 상황이었다. 그는 2년차인 2004-05 시즌에 보다 나은 성적을 거두었는데, 레딩은 챔피언십에서 2위를 달렸지만, 2004년 성 스테파노의 날 일정을 전후로 11경기 무승을 달렸고, 2005년 3월 12일에 파듀 감독이 이끄는 웨스트 햄 유나이티드와의 안방 경기에서 3-1 승리로 승격 불씨를 살렸지만, 시즌을 7위로 마쳐 플레이오프전 진출이 좌절되었다.
레딩은 2005-06 시즌에 챔피언십을 평정했는데, 개막전에서 플리머스 아가일에 패한 뒤 2월에 루턴 타운전에서 패하기 저 33경기 무패 행진의 리그 기록을 세웠다. 레딩은 이 2경기에서 패한 것이 승점을 얻지 못한 경기 전부였고, 두 구단 모두 시즌 종료 후 풋볼 리그 1부로 강등되었다. 2006년 3월 25일, 레딩은 레스터 시티 원정에서 1-1로 비기며 135년 만의 승격을 확정지었다. 코펠은 그 다음 주, 더비 카운티전에서 5-0 대승을 거두고 우승을 확정지었고, 승점 106점으로 잉글랜드 단일 시즌 역대 최다 승점 기록을 세웠다. 레딩에서 최고의 한 해를 보낸 코펠은 챔피언십은 물론 리그 전체의 리그 감독 협회에서 올해의 감독으로 선정되었고, "티소 감독 리그 성적" 통계에서 1위에 올랐다.
2007년 3월 26일, 코펠은 통상적인 관례를 깨고 계약을 2년 연장해 2008-09 시즌까지 동행하게 되었다. 코펠은 논란의 의견을 표하지 않는 것으로 알려져 있지만, 2007년 4월 9일에 이례적으로 찰턴의 탈랄 엘 카르쿠리가 리로이 리타를 퇴장시키기 위해 박치기를 당한 뒤 "죽은 듯 엎어져" 퇴장을 유도하자 비난했다. 이 경기에서 퇴장을 당한 리타는 3경기 출장 정지 징계를 받았다.
레딩은 잉글랜드 최상위 리그 1년차를 8위로 마쳐, UEFA컵 진출권을 승점 1점 차이로 놓쳤다. 이 시즌 활약상으로 코펠 감독은 2년 연속으로 올해의 감독으로 선정되었다. 이 시즌 도중 맨체스터 유나이티드의 알렉스 퍼거슨 감독은 코펠에 다음과 같이 찬사를 보냈다: "저는 그의 수상은 정당했다고 봅니다. 그는 놀라운 성과를 냈죠. 프리미어리그에서 더 고무적인 점은, 그가 영국 출신 선수 위주에 소수 아일랜드 선수들만으로도 성적을 냈다는 것이죠. 저는 그가 선수단을 한데 뭉치게 했다고 볼 수 있다 생각합니다."
레딩의 프리미어리그 2년차는 1년차 만큼 호락호락하지 않았는데, 레딩은 시즌 종료 후 2부 리그로 강등되었다. 코펠은 이후에도 레딩 감독직을 계속할 것을 고려하겠다고 말했다. 그러나, 2008년 5월 20일 기자 회견에서, 그는 지지자들 덕에 2008-09 시즌에도 구단과 동행하게 된다고 짚었다. 이례적으로 하부 리그로 강등된 구단이지만, 레딩 지지자들은 코펠이 명예로이 사임할 것이라 우려했지만, 지지자들의 요청이 효과를 보아 코펠이 구단에 잔류하게 되었다.
레딩은 초반에 좋은 분위기로 시작했는데, 자유분방한 축구를 통해 기록을 세우며 승격한 2005-06 시즌과 같은 결말을 맞이할 것으로 전망되었다. 레딩은 셰필드 웬즈데이전에서 6-0 대승을 거두며 공동 역대 최다 점수차 승리를 거두었다. 레딩은 앞서 몰리뉴에서 울버햄프턴 원더러스를 3-0으로 꺾었다. 그러나, 레딩은 후반기에 인상적인 활약을 이어나가지 못했는데, 특히 1월 이후로 안방에서 한 경기도 이기지 못했다. 결국 시즌을 4위로 마쳤는데, 버밍엄 시티와의 경기에서 승리하지 못하며 승격 직행에 실패했다. 코펠이 지휘한 마지막 경기는 번리와의 준플레이오프전 경기로, 레딩은 이 경기를 패했다. 그는 승격이 좌절된 후 바로 사직했다.

### 브리스틀 시티
2010년 4월 22일, 코펠은 브리스틀 시티의 감독으로 취임했는데, 전임자인 키스 밀런은 그의 수석 코치로 구단에 남았다. 그는 2010년 5월 11일에 12개월동안 유효한 계약을 시작했지만, 2010년 8월 11일에 취임 4개월 만에 브리스틀 시티 감독직을 사임했는데, 감독으로서의 열정이 고갈되어 축구계에서 은퇴를 고려하고 있다고 밝혔다.
그러나, 2011년 9월 9일, 그는 아이슬란드 국가대표팀 차기 감독직에 관심을 표했다. 그는 앞서 아이슬란드 선수들인 브뤼나르 군나르손, 이바르 잉기마르손, 그리고 길비 시귀르드손을 지도했었다.

### 크롤리 타운
2012년 4월 10일, 코펠은 크롤리 타운의 단장으로 취임했다. 그는 며칠 전 스티브 에번스가 로더럼 유나이티드 감독으로 취임해 떠나고 그의 수석 코치였던 크레이그 브루스터가 대행 감독을 맡던 와중에 입단했다. 코펠은 리치 바커가 신임 감독으로 취임하고 계속해서 단장직을 수행했다. 2013년 12월 2일, 바커가 떠나면서, 코펠도 단장직을 내려놓았다.

### 포츠머스
11월 25일에 가이 위팅엄이 경질되면서, 포츠머스는 리치 바커를 신임 감독으로 임명했다. 코펠은 전 크롤리 타운 동료를 따라 12월 9일에 포츠머스의 단장으로 취임했는데, 구단은 리그에서 17위에 처져 있었다. 2014년 3월 27일, 바커가 떠나면서, 코펠도 단장직을 그만두었다.

### 케랄라 블래스터스
2016년 6월 21일, 코펠은 2016년 인도 슈퍼리그 시즌에 케랄라 블래스터스의 감독으로 취임했다. 그의 소속 구단은 승점 22점으로 리그를 2위로 마치고 결선에 진출했다.
케랄라 블래스터스는 안방에서 열린 결선에서 ATK를 상대로 선제골을 넣었지만, 동점골을 헌납하고 승부차기에서 3-4로 패했다.
2017년 7월 12일, 코펠은 2017-18 시즌에 케랄라 블래스터 감독직을 계속하지 않겠다고 밝혔다.

### 잠셰드푸르
2017년 7월 14일, 코펠은 인도 슈퍼리그의 잠셰드푸르 감독으로 선임되었다.

### ATK
잠셰드푸르에서의 1년 후, 코펠은 또다른 인도 슈퍼리그 구단인 ATK 감독으로 2018년 6월 18일에 취임했다.
그의 ATK에서의 시즌은 데이비드 제임스 감독이 이끄는 전 소속 구단인 케랄라 블래스터스와의 경기에서 0-2로 패하는 것으로 시작했다. ATK는 시즌을 6위로 마쳐 플레이오프전 진출에 실패했다. 2019년 인도 슈퍼컵 경기에서 ATK는 준결선에 진출했지만, 첸나이에 패했다. 코펠은 이 경기를 패하고 경질되었다.

### 감독 통계
2018년 2월 10일 기준
| 구단                   | 연도      | 기록  | 기록 | 기록 | 기록 | 기록   |
| 구단                   | 연도      | 전    | 승   | 무   | 패   | 율 %   |
| ---------------------- | --------- | ----- | ---- | ---- | ---- | ------ |
| 크리스털 팰리스        | 1984–1993 | 442   | 179  | 113  | 150  | 040.5  |
| 크리스털 팰리스        | 1995–1996 | 32    | 9    | 14   | 9    | 028.1  |
| 맨체스터 시티          | 1996      | 6     | 2    | 1    | 3    | 033.33 |
| 크리스털 팰리스        | 1997–1998 | 51    | 16   | 13   | 22   | 031.4  |
| 크리스털 팰리스        | 1999–2000 | 71    | 19   | 26   | 26   | 026.8  |
| 브렌트퍼드             | 2001–2002 | 54    | 27   | 12   | 15   | 050.0  |
| 브라이턴 & 호브 앨비언 | 2002–2003 | 49    | 18   | 14   | 17   | 036.7  |
| 레딩                   | 2003–2009 | 282   | 125  | 68   | 89   | 044.3  |
| 브리스틀 시티          | 2010      | 2     | 0    | 0    | 2    | 000.0  |
| 케랄라 블래스터스      | 2016      | 17    | 7    | 4    | 6    | 041.2  |
| 잠셰드푸르             | 2017–2018 | 20    | 8    | 5    | 7    | 040.0  |
| ATK                    | 2018–2019 | 21    | 8    | 6    | 7    | 038.1  |
| 합계                   | 합계      | 1,047 | 418  | 276  | 353  | 39.9   |

## 수상

### 선수
맨체스터 유나이티드
- FA컵
  - 우승: 1976–77;[37]
  - 준우승: 1975–76[37]
- 채리티 실드: 1977

### 감독
레딩
- 풋볼 리그 챔피언십: 2005–06

크리스털 팰리스
- 2부 리그 플레이오프전: 1989
- 1부 리그 플레이오프전: 1997
- 풀 멤버스 컵: 1990–91

개인
- 프리미어리그 이달의 감독: 2006년 9월, 2006년 11월[38]
- 풋볼 리그 챔피언십 이달의 감독: 2008년 12월[39]
- LMA 명예의 전당 1000클럽 헌액: 2008
- 풋볼 리그 챔피언십 올해의 감독: 2006년 3월
- LMA 올해의 감독: 2006, 2007[40]
- 풋볼 리그 챔피언십 이달의 감독: 2005년 10월, 2005년 11월
- 2부 리그 이달의 감독: 2001년 10월

## 참고 문헌
- "Touch and Go" (1985), Collins (ISBN 0-00-218146-0)
- "On A Wing and a Prayer" (2009), Know The Score Books (ISBN 978-1-84818-517-3)